# Keizermoskee
De Keizermoskee (bs: Careva džamija, tr: Hünkâr Camii) is na de Gazi-Husrev-Begmoskee de belangrijkste moskee in Sarajevo. Ze ligt net buiten het stadscentrum aan de linkeroever van de rivier de Miljacka, een zijrivier van de Bosna.
De keizermoskee dateert oorspronkelijk uit 1462. Haar naam dankt zij aan Sultan Mehmed II, naar wie ze is vernoemd. Tijdens een vijandige aanval is zij vernietigd, maar sultan Süleyman I herbouwde de moskee met koepel in 1566. De moskee is onderdeel van een complex met onder andere een hamam, bibliotheek en residentie.